# 何治運
何治運（1775年—1821年），字𨙸海、又字志賢，福建閩縣（今福建福州市區與部分閩侯縣）人。清朝政治人物，漢學家。

## 生平
何治運於嘉慶十二年（西元1807年）中舉人、後任教諭（任期不詳）。熟習漢學，曾被時任兩廣總督阮元嘗試聘其編纂廣東通志。此後遊於浙中之間。時任巡撫陳若霖曾欽使其經解及論辨文字四卷，名為《何氏學》。卒於道光元年，年四十七。其友壽祺隨後亦與世長辭。